# Svîteazi, Sokal
Svîteazi (în ucraineană Свитязі) este localitatea de reședință a comunei Svîteazi din raionul Sokal, regiunea Liov, Ucraina.

## Demografie
Componența lingvistică a localității Svîteazi
     Ucraineană (99,76%)
     Alte limbi (0,24%)
Conform recensământului din 2001, majoritatea populației localității Svîteazi era vorbitoare de ucraineană (99,76%), existând în minoritate și vorbitori de alte limbi.